# Staffelbach
Staffelbach é uma comuna da Suíça, no Cantão Argóvia, com cerca de 1.040 habitantes. Estende-se por uma área de 8,94 km², de densidade populacional de 116 hab/km². Confina com as seguintes comunas: Attelwil, Bottenwil, Kirchleerau, Moosleerau, Schlossrued, Schöftland, Uerkheim, Wiliberg.
A língua oficial nesta comuna é o Alemão.